# Cantón de Lauzerte
El cantón de Lauzerte era una división administrativa francesa, que estaba situada en el departamento de Tarn y Garona y la región de Mediodía-Pirineos.

## Composición
El cantón estaba formado por diez comunas:
- Bouloc
- Cazes-Mondenard
- Durfort-Lacapelette
- Lauzerte
- Montagudet
- Montbarla
- Saint-Amans-de-Pellagal
- Sainte-Juliette
- Sauveterre
- Tréjouls

## Supresión del cantón de Lauzerte
En aplicación del Decreto n.º 2014-273 de 27 de febrero de 2014, el cantón de Lauzerte fue suprimido el 22 de marzo de 2015 y sus 10 comunas pasaron a formar parte del nuevo cantón de País de Serres Quercy-Sur.